# Monarca de Fatu Hiva
El monarca de Fatu Hiva (Pomarea whitneyi) és un ocell de la família dels monàrquids (Monarchidae).

## Hàbitat i distribució
Habita boscos i zones arbustives de l'illa de Fatu Hiva, a les Marqueses.